# Alex Foster (Eishockeyspieler)
Alexander Dwight „Alex“ Foster (* 26. August 1984 in Royal Oak, Michigan) ist ein ehemaliger US-amerikanischer Eishockeyspieler, der im Verlauf einer aktiven Karriere unter anderem drei Spiele für die Toronto Maple Leafs in der National Hockey League bestritt. Den Großteil seiner Karriere verbrachte er jedoch in nordamerikanischen Minor Leagues sowie in verschiedenen europäischen Ligen, so spielte er etwa auch bei den Adler Mannheim und Iserlohn Roosters in der Deutschen Eishockey Liga (DEL).

## Karriere
Alex Foster kam in Royal Oak im US-Bundesstaat Michigan zur Welt, während sein Vater Dwight bei den Detroit Red Wings unter Vertrag stand. Er begann seine Karriere als Eishockeyspieler bei den Sioux City Stampede, für die er in der Saison 2001/02 in der United States Hockey League aktiv war. Nachdem er auch die Saison 2002/03 bei Sioux City begonnen hatte, wechselte er zu den Danville Wings in die North American Hockey League, für die er in der Saison 2003/04 nach ihrem Ligawechsel ebenfalls in der USHL auflief. Von 2004 bis 2006 spielte der Angreifer für die Mannschaft der Bowling Green State University, ehe er am 8. März 2006 als Free Agent einen Vertrag bei den Toronto Maple Leafs erhielt, für deren Farmteam aus der American Hockey League, die Toronto Marlies, der US-Amerikaner gegen Ende der Saison 2005/06 erstmals im professionellen Eishockey auf dem Eis stand.
Nachdem Foster in der Spielzeit 2006/07 für die Marlies in der AHL und die Columbia Inferno in der ECHL aufgelaufen war, gab er im folgenden Jahr sein Debüt in der National Hockey League. Dabei blieb er in drei Spielen für die Toronto Maple Leafs punkt- und straflos. Die Saison 2008/09 verbrachte er ausschließlich bei den Marlies in der AHL. Auch in den beiden folgenden Spielzeiten stand Foster bei den Toronto Marlies im Einsatz und hatte in der Saison 2009/10 zunächst das Amt des Assistenzkapitäns inne, bevor der Angreifer während der Spielzeit 2010/11 als Mannschaftskapitän der Marlies auf dem Eis stand. 
Im Juni 2011 erhielt der US-Amerikaner einen Kontrakt beim HC Sparta Prag aus der tschechischen Extraliga. Im Januar 2013 unterzeichnete er bei den Adler Mannheim einen Vertrag, der im Sommer wieder auslief. Zwischen 2013 und 2015 spielte Foster für die Iserlohn Roosters. In der Saison 2015/16 stand er beim HC Bozen in der Erste Bank Eishockey Liga unter Vertrag. Nachdem er die darauffolgende Spielzeit bei den Belfast Giants in der Elite Ice Hockey League verbracht hatte, ließ der Angreifer seine aktive Karriere bei den Rapid City Rush und Brampton Beast in der ECHL ausklingen.

## Erfolge und Auszeichnungen
- 2004 CCHA Second All-Star Team

## Karrierestatistik
(Legende zur Spielerstatistik: Sp oder GP = absolvierte Spiele; T oder G = erzielte Tore; V oder A = erzielte Assists; Pkt oder Pts = erzielte Scorerpunkte; SM oder PIM = erhaltene Strafminuten; +/− = Plus/Minus-Bilanz; PP = erzielte Überzahltore; SH = erzielte Unterzahltore; GW = erzielte Siegtore; 1 Play-downs/Relegation; Kursiv: Statistik nicht vollständig)

## Familie
Fosters Vater Dwight und sein angeheirateter Onkel Wes Jarvis waren wie er in der National Hockey League aktiv. Sein Schwager Corey Elkins ist ebenfalls professioneller Eishockeyspieler.